# Liste der Bodendenkmale in Burgdorf (Landkreis Wolfenbüttel)
In der Liste der Bodendenkmale in Burgdorf sind die Bodendenkmale der niedersächsischen Gemeinde Burgdorf (Landkreis Wolfenbüttel) aufgeführt. Die Quelle ist der Denkmalatlas Niedersachsen.
- Diese Liste erhebt keinen Anspruch auf Vollständigkeit.
- Die Angaben ersetzen nicht die rechtsverbindliche Auskunft der zuständigen Denkmalschutzbehörde.
- Es sind nur Daten aus dem Denkmalatlas verarbeitet.
- Der Stand der Liste ist der 8. Juni 2025.

Burgdorf (Landkreis Wolfenbüttel) im Landkreis Wolfenbüttel

## Allgemein
In den Spalten finden sich folgende Informationen des Bodendenkmales:
| Lage         | geographische Koordinaten                                                           |
| Bezeichnung  | Bezeichnung lt. Denkmalatlas                                                        |
| Beschreibung | Beschreibung lt. Denkmalatlas                                                       |
| ID           | Objekt-ID                                                                           |
| Bild         | Bild, ggf. zusätzlich mit Link zu weiteren Fotos im Medienarchiv Wikimedia Commons. |

## Berel
| Lage                        | Bezeichnung          | Beschreibung | ID       | Bild |
| --------------------------- | -------------------- | --- | -------- | ---- |
| 52° 9′ 57″ N, 10° 12′ 57″ O | Berel 13, Kreuzstein | Scheibenkreuz aus Sandstein: oben Scheibe, darunter Schaft. Gesamt-H. 1,02 m, Dm. der Scheibe 0,62 m, St. der Scheibe 0,27 m, St. des Schaftes 0,24 m. Auf der Vorder- und Rückseite eingemeißelte Malteserkreuze. Verwitterungsspuren auf der gesamten Oberfläche. Nach Berichten aus den Jahren 1770, 1798 und 1881 hat das Scheibenkreuz auf dem Knick oder Dorfgraben, der den ganzen Ort umgab, gestanden. | 28949328 | BW   |

### Berel 1
- ID: 28949221
- 8 bronzezeitliche Grabhügel mit Dm. von 8 – 19 m sowie ein ovaler, dessen Denkmalcharakter ungeklärt ist.

| Lage                         | Bezeichnung | Beschreibung | ID       | Bild |
| ---------------------------- | ----------- | --- | -------- | ---- |
| 52° 10′ 27″ N, 10° 12′ 49″ O | Berel 1     | Durchmesser ca. 9 m und Höhe ca. 0,5 m. Fast rund, deutlich gewölbt. Randbereiche auslaufend, Kuppe flach gewölbt.                                                                                         | 28949222 | BW   |
| 52° 10′ 27″ N, 10° 12′ 49″ O | Berel 2     | Durchmesser ca. 8 m und Höhe ca. 0,4 m. Rund, deutlich gewölbt. Kuppe abgeflacht. Randbereiche flach auslaufend. Schwach eingedrückte Fahrspur.                                                            | 28949223 | BW   |
| 52° 10′ 26″ N, 10° 12′ 48″ O | Berel 3     | Durchmesser ca. 7,5 m und Höhe ca. 0,3 m. Rund mit gleichmäßiger, flacher Wölbung. Randbereiche flach auslaufend. Kuppe abgeflacht.                                                                        | 28949224 | BW   |
| 52° 10′ 27″ N, 10° 12′ 48″ O | Berel 4     | Durchmesser ca. 7 m und Höhe ca. 0,5 m. Annähernd rund, deutlich gewölbt. Kuppe leicht abgeflacht. Randbereiche flach auslaufend. Am nördl. Rand schwach eingedrückte Fahrspur.                            | 28949321 | BW   |
| 52° 10′ 26″ N, 10° 12′ 47″ O | Berel 6     | Durchmesser ca. 19 m und Höhe ca. 0,8 m. Rund, hochgewölbt. Rand deutlich abgesetzt; im S flach auslaufend. In der stark abgeflachten Kuppe mehrere muldenartige Vertiefungen (Spuren einer Raubgrabung?). | 28949323 | BW   |
| 52° 10′ 26″ N, 10° 12′ 45″ O | Berel 7     | Durchmesser ca. 16 m und Höhe ca. 0,9 m. Rund mit gleichmäßiger, hoher Wölbung. Randbereich deutlich abgesetzt. In der gewölbten Kuppe eine Mulde. Am südl. Hügelfuß ein Zementrohr eingelassen.           | 28949324 | BW   |
| 52° 10′ 25″ N, 10° 12′ 46″ O | Berel 8     | Durchmesser ca. 16 m und Höhe ca. 0,7 m. Annähernd rund, hochgewölbt. Kuppe flach gewölbt, Randbereiche flach abgesetzt, im Süden stärker auslaufend.                                                      | 28949325 | BW   |
| 52° 10′ 27″ N, 10° 12′ 47″ O | Berel 9     | Durchmesser ca. 6,5 m und Höhe ca. 0,3 m. Rund, flach gewölbt. Randbereiche flach auslaufend, Kuppe leicht abgeflacht. Im südl. Bereich schwache Eindrücke von Fahrspuren.                                 | 28949326 | BW   |

## Burgdorf
| Lage                        | Bezeichnung           | Beschreibung | ID       | Bild |
| --------------------------- | --------------------- | --- | -------- | ---- |
| 52° 8′ 38″ N, 10° 12′ 44″ O | Burgdorf 1, Asselburg | Im W-Teil der Fläche bogenförmig verlaufende Abschnitts(?)befestigung bestehend aus 2 Wällen und einem dazwischen liegenden Sohlgraben. Die Burg war im N, O und S durch ihre Spornlage geschützt. Die ungeschützte W-Flanke bedurfte einer besonders starken Sicherung. Wie weit diese ursprünglich nach NO und SO reichte, ist unbekannt. Heute ist die Befestigung auf einer L. von 130 m erhalten und läuft an den Enden aus. Gesamtbr. von Wällen und Graben 36 m; Br. der Grabensohle bis 4 m; Wallhöhe über Grabensohle bis 5 m; Wallhöhe außen bis 1,50 m. Etwa in der Mitte führt eine gemauerte Brücke über den Graben. | 28949211 |      |

## Hohenassel

### Hohenassel 1
- ID: 28948828
- 42 meist runde Erdhügel, zum Teil sehr dicht beieinander liegend, zum Teil ineinander übergehend. Das Grabhügelfeld ist von Raubgrabungen gestört.

| Lage                       | Bezeichnung   | Beschreibung | ID       | Bild |
| -------------------------- | ------------- | --- | -------- | ---- |
| 52° 8′ 3″ N, 10° 12′ 22″ O | Hohenassel 1  | Durchmesser ca. 14 m und Höhe ca. 1,4 m. Imposant, rund mit ungewöhnlich hoher, gleichmäßiger Wölbung. Rand im Osten und Süden deutlich abgesetzt. | 28948829 | BW   |
| 52° 8′ 3″ N, 10° 12′ 21″ O | Hohenassel 2  | Durchmesser ca. 11 m und Höhe ca. 1 m. Rund, hochgewölbt. Rand deutlich abgesetzt. Auf der abgerundeten Kuppe eine muldenartige Vertiefung. | 28948830 | BW   |
| 52° 8′ 4″ N, 10° 12′ 22″ O | Hohenassel 3  | Durchmesser ca. 11 m und Höhe ca. 0,6 m. Annähernd rund. Ursprüngliche Form durch tiefen Wegeeinschnitt in N-S-Richtung stark gestört. Am SW Hügelrand größere Bodenvertiefung.                                                                                                 | 28948831 | BW   |
| 52° 8′ 3″ N, 10° 12′ 22″ O | Hohenassel 4  | Durchmesser ca. 9 m und Höhe ca. 0,7 m. Hochgewölbt. Im SW-Bereich halbkreisförmig abgesetzt. Kuppe abgerundet. Im Westen durch Waldweg leicht angeschnitten, sonst gleichmäßig gewölbte Oberfläche.                                                                            | 28948832 | BW   |
| 52° 8′ 3″ N, 10° 12′ 21″ O | Hohenassel 5  | Durchmesser ca. 17,5 m und Höhe ca. 0,5 m. Rund. Im westlichen und nördlichen Bereich gleichmäßig hoch gewölbt, augenscheinlich ohne Störung. Östl. Bereich durch Windbruch und Abtragungen am Rand stark gestört.                                                              | 28948833 | BW   |
| 52° 8′ 3″ N, 10° 12′ 22″ O | Hohenassel 6  | Durchmesser ca. 6 m und Höhe ca. 0,4 m. Annähernd rund. Kuppe leicht abgeflacht. Randbereich ungleichmäßig flach auslaufend. Im NO-Teil durch Fahrspur stark gestört. | 28948834 | BW   |
| 52° 8′ 3″ N, 10° 12′ 22″ O | Hohenassel 7  | Durchmesser ca. 7,5 m und Höhe ca. 0,4 m. Annähernd rund mit unterschiedlich flach gewölbter Oberfläche. Randbereiche unterschiedlich und verwaschen. | 28948835 | BW   |
| 52° 8′ 2″ N, 10° 12′ 23″ O | Hohenassel 8  | Durchmesser ca. 9 m und Höhe ca. 0,4 m. Annähernd rund. Im Norden u. Osten deutliche Wölbung mit abgesetztem Rand; im Süden ohne Wölbung flach auslaufend. Leichte in NS-Richtung verlaufende Fahrspur.                                                                         | 28948836 | BW   |
| 52° 8′ 3″ N, 10° 12′ 22″ O | Hohenassel 9  | Durchmesser ca. 7 m und Höhe ca. 0,4 m. Rund mit gleichmäßiger, flacher Wölbung. Kuppe leicht abgeflacht. Randbereiche flach auslaufend. Östlicher Hügelfuß durch angrenzende muldenartige Bodenvertiefung leicht angeschnitten.                                                | 28948837 | BW   |
| 52° 8′ 2″ N, 10° 12′ 22″ O | Hohenassel 10 | Größe ca. 11,5 × 9 m und Höhe ca. 0,4 m. Unregelmäßig, annähernd oval, flach, NO-SW orientiert. Kuppe abgeflacht. NW Bereich durch Mulde angeschnitten. | 28948838 | BW   |
| 52° 8′ 4″ N, 10° 12′ 20″ O | Hohenassel 13 | Durchmesser ca. 6 m und Höhe ca. 0,4 m. Annähernd rund. Kuppe leicht überhöht. Am NW-Hügelfuß grabenartige Vertiefung von ca. 1 m Br. und 0,5 m Tiefe. Im SW-Teil muldenartige Vertiefung. Wohl nachträglich aufgeworfen.                                                       | 28948841 | BW   |
| 52° 8′ 3″ N, 10° 12′ 19″ O | Hohenassel 18 | Durchmesser ca. 7 m und Höhe ca. 0,5 m. Annähernd rund, gestört. Im NO hochgewölbt, im südl. Bereich ohne Wölbung flach auslaufend. | 28948846 | BW   |
| 52° 8′ 4″ N, 10° 12′ 19″ O | Hohenassel 19 | Durchmesser ca. 7 m und Höhe ca. 0,5 m. Rund, hochgewölbt mit abgerundeter Kuppe. Rand deutlich abgesetzt. Am nördlichen Rand grabenartige Vertiefung. | 28948847 | BW   |
| 52° 8′ 3″ N, 10° 12′ 18″ O | Hohenassel 21 | Durchmesser ca. 8 m und Höhe ca. 0,4 m. Wohl abgetragener Erdhügel mit Aushub von alter (Raub?-)Grabung. Östlich vom angenommenen Hügelzentrum größere Erdanhäufung ohne feste Konturen. Im SW ursprünglicher Hügelfuß als schwacher Erdkranz erkennbar. Äußere Erdanhäufungen. | 28948849 | BW   |
| 52° 8′ 4″ N, 10° 12′ 18″ O | Hohenassel 22 | Durchmesser ca. 6 m und Höhe ca. 0,2 m. Annähernd rund. SW-Bereich mit flacher, gleichmäßiger Wölbung. Im Norden zu einer Mulde hin stärker abfallend und ohne feste Konturen auslaufend.                                                                                       | 28948850 | BW   |
| 52° 8′ 3″ N, 10° 12′ 16″ O | Hohenassel 27 | Durchmesser ca. 12 m und Höhe ca. 1,1 m. Rund, sehr hochgewölbt. Kuppe abgerundet. Oberfläche unregelmäßig. | 28948948 | BW   |
| 52° 8′ 3″ N, 10° 12′ 16″ O | Hohenassel 28 | Durchmesser ca. 6 m und Höhe ca. 0,4 m. Rund mit ebenmäßig flacher Wölbung und abgesetztem Rand. Frei von Störungen. | 28948949 | BW   |
| 52° 8′ 3″ N, 10° 12′ 16″ O | Hohenassel 29 | Durchmesser ca. 11 m und Höhe ca. 0,7 m. Fast rund. Im N und S hoch gewölbt. Kuppe stark abgeflacht. In der Kuppe muldenartige Vertiefung. Im südöstlichen Randbereich Erdanschüttung. Am SW-Rand flache Bodensenke.                                                            | 28948950 | BW   |
| 52° 8′ 3″ N, 10° 12′ 15″ O | Hohenassel 30 | Durchmesser ca. 5 m und Höhe ca. 0,3 m. Rund. Ebenmäßig flach gewölbt. Sanft auslaufende Randbereiche. Frei von Störungen. | 28948951 | BW   |
| 52° 8′ 3″ N, 10° 12′ 15″ O | Hohenassel 31 | Durchmesser ca. 5 m und Höhe ca. 0,4 m. Rund, ebenmäßig flach gewölbt. Abgesetzter Hügelfuß. Im SW-Randbereich leichte Einkuhlung. Augenscheinlich ungestört. | 28948952 | BW   |
| 52° 8′ 2″ N, 10° 12′ 16″ O | Hohenassel 32 | Durchmesser ca. 7 m und Höhe ca. 0,4 m. Fast rund. Deutlich gewölbt mit abgeflachter Kuppe. Hügelfuß im S abgesetzt. Sonst flach auslaufend. | 28948953 | BW   |
| 52° 8′ 3″ N, 10° 12′ 14″ O | Hohenassel 34 | Größe ca. 9 × 6 m und Höhe ca. 0,5 m. Oval (O-W orientiert). Hoch gewölbt mit abgeflachter Kuppe. Hügelfuß im nordöstl. Bereich deutlich abgesetzt. Sonst flach auslaufend. | 28948955 | BW   |
| 52° 8′ 2″ N, 10° 12′ 14″ O | Hohenassel 35 | Durchmesser ca. 5,5 m und Höhe ca. 0,4 m. Fast rund, deutlich gewölbt. Hügelfuß flach auslaufend. Am nördl. Rand eine flache Mulde. | 28948956 | BW   |
| 52° 8′ 2″ N, 10° 12′ 14″ O | Hohenassel 36 | Durchmesser ca. 6 m und Höhe ca. 0,5 m. Fast rund. Hochgewölbtes Profil mit gewölbter Kuppe. Hügelfuß deutlich abgesetzt. Nördl. Randbereich am Waldweg mit flacher Mulde. Am östl. Hügelfuß eine flache Mulde. Umgebendes Gelände gestört durch Fahrspuren und flache Kuhlen.  | 28948957 | BW   |
| 52° 8′ 4″ N, 10° 12′ 21″ O | Hohenassel 37 | Durchmesser ca. 9 m und Höhe ca. 0,5 m. Stark abgetragen, annähernd rund. Abgeflachte Kuppe mit Mulde. Deutlich gewölbte Ränder mit abgesetztem Hügelfuß. Am südlichen Hügelfuß größere Vertiefung.                                                                             | 28948958 | BW   |
| 52° 8′ 4″ N, 10° 12′ 21″ O | Hohenassel 38 | Durchmesser ca. 7 m und Höhe ca. 0,4 m. Fast rund. Kuppe stark abgeflacht mit großer muldenartiger Vertiefung. Hügelfuß schwach, aber deutlich abgesetzt. | 28948959 | BW   |
| 52° 8′ 0″ N, 10° 12′ 20″ O | Hohenassel 39 | Durchmesser ca. 6 m und Höhe ca. 0,3 m. Rund. Flach gewölbtes Profil. Rand deutlich abgesetzt. Augenscheinlich ungestört. | 28948960 | BW   |
| 52° 8′ 0″ N, 10° 12′ 18″ O | Hohenassel 40 | Durchmesser ca. 5 m und Höhe ca. 0,2 m. Fast rund mit abgeflachter Kuppe. Flach auslaufender Hügelfuß. Südl. und südwestl. mehrere tiefe Mulden. | 28948961 | BW   |

### Hohenassel 43
- ID: 28948964
- 54 Hügel von unterschiedlicher Form und unterschiedlichem Erhaltungszustand in allgemein unruhigem Bodenrelief.

| Lage                        | Bezeichnung   | Beschreibung | ID       | Bild |
| --------------------------- | ------------- | --- | -------- | ---- |
| 52° 8′ 15″ N, 10° 11′ 49″ O | Hohenassel 44 | Durchmesser ca. 5,5 m und Höhe ca. 0,3 m. Rund, flach gewölbt. Im SW halbkreisförmig deutlich abgesetzt. Kuppe leicht abgeflacht. Im NO durch Waldweg angeschnitten und durch Fahrspuren stark gestört. | 28948966 | BW   |
| 52° 8′ 15″ N, 10° 11′ 48″ O | Hohenassel 45 | Durchmesser ca. 6,5 m und Höhe ca. 0,4 m. Ursprünglich wohl rund. Flach gewölbt. Im N, O und S flach abgesetzt. Im W von Waldweg mit flachem Graben angeschnitten.                                      | 28948967 | BW   |
| 52° 8′ 15″ N, 10° 11′ 49″ O | Hohenassel 46 | Durchmesser ca. 7,5 m und Höhe ca. 0,5 m. Rund. Ebenmäßig flach gewölbt. Abgesetzter Rand. In der Kuppe flache Einsenkung.                                                                              | 28948968 | BW   |
| 52° 8′ 15″ N, 10° 11′ 48″ O | Hohenassel 47 | Durchmesser ca. 5,5 m und Höhe ca. 0,4 m. Ursprünglich wohl rund. Flach gewölbt, Kuppe abgeflacht. Rand im O, W und S schwach abgesetzt. Im N von Waldweg mit flachem Graben angeschnitten.             | 28948969 | BW   |
| 52° 8′ 15″ N, 10° 11′ 49″ O | Hohenassel 48 | Durchmesser ca. 6 m und Höhe ca. 0,3 m. Rund. Ebenmäßig flach gewölbt. Sanft auslaufender Rand. Frei von Störungen.                                                                                     | 28948970 | BW   |
| 52° 8′ 14″ N, 10° 11′ 49″ O | Hohenassel 49 | Durchmesser ca. 5,5 m und Höhe ca. 0,3 m. Rund. Flach gewölbte Kuppe; abgesetzte Ränder. | 28948971 | BW   |
| 52° 8′ 14″ N, 10° 11′ 48″ O | Hohenassel 50 | Durchmesser ca. 6 m und Höhe ca. 0,2 m. Rund, flach gewölbt mit stark abgeflachter Kuppe. Rand im O undeutlich, flach auslaufend. Im W durch Waldweg angeschnitten.                                     | 28948972 | BW   |
| 52° 8′ 14″ N, 10° 11′ 48″ O | Hohenassel 51 | Durchmesser ca. 6,5 m und Höhe ca. 0,3 m. Ursprünglich wohl rund. Flach gewölbte Kuppe. Stark auslaufender Rand. Im Westen durch Waldweg angeschnitten.                                                 | 28948973 | BW   |
| 52° 8′ 14″ N, 10° 11′ 48″ O | Hohenassel 52 | Durchmesser ca. 7 m und Höhe ca. 0,4 m. Rund. Ebenmäßig hoch gewölbte Kuppe; sanft auslaufender Rand. Frei von Störungen.                                                                               | 28948974 | BW   |
| 52° 8′ 13″ N, 10° 11′ 48″ O | Hohenassel 54 | Durchmesser ca. 6 m und Höhe ca. 0,2 m. Fast rund, sehr flach gewölbt. Flachauslaufende Randbereiche. Anscheinend ungestört.                                                                            | 28949070 | BW   |
| 52° 8′ 12″ N, 10° 11′ 47″ O | Hohenassel 57 | Durchmesser ca. 6,5 m und Höhe ca. 0,3 m. Fast rund, flach gewölbt. Hügelfuß flach auslaufend. Frei von Störungen.                                                                                      | 28949073 | BW   |
| 52° 8′ 16″ N, 10° 11′ 47″ O | Hohenassel 61 | Durchmesser ca. 7 m und Höhe ca. 0,2 m. Fast rund. Flach gewölbt. Verwaschener, auslaufender Rand. In der Kuppe sowie im übrigen Hügelmantel flache Eintiefungen.                                       | 28949077 | BW   |
| 52° 8′ 15″ N, 10° 11′ 46″ O | Hohenassel 64 | Durchmesser ca. 9,5 m und Höhe ca. 0,6 m. Fast rund. Flach gewölbt. Abgesetzter Rand. In Hügelmitte flache Mulde. Weitere Eintiefungen im Hügelmantel.                                                  | 28949080 | BW   |
| 52° 8′ 15″ N, 10° 11′ 47″ O | Hohenassel 65 | Durchmesser ca. 5,5 m und Höhe ca. 0,3 m. Fast rund. Flach gewölbt. Auslaufender Rand. Im Hügelmantel flache Mulden.                                                                                    | 28949081 | BW   |
| 52° 8′ 15″ N, 10° 11′ 47″ O | Hohenassel 66 | Durchmesser ca. 7 m und Höhe ca. 0,4 m. Rund. Hoch gewölbte Kuppe. Sanft auslaufende Ränder. Am östl. Rand flache, rinnenartige Einsenkung.                                                             | 28949082 | BW   |
| 52° 8′ 14″ N, 10° 11′ 47″ O | Hohenassel 67 | Durchmesser ca. 6 m und Höhe ca. 0,4 m. Fast rund. Flach gewölbt. Ränder abgesetzt. Mehrere Eintiefungen. Kuppe eingesenkt.                                                                             | 28949083 | BW   |
| 52° 8′ 15″ N, 10° 11′ 46″ O | Hohenassel 68 | Durchmesser ca. 6 m und Höhe ca. 0,3 m. Flach gewölbt, rund. Rand flach abgesetzt. | 28949084 | BW   |
| 52° 8′ 15″ N, 10° 11′ 46″ O | Hohenassel 69 | Durchmesser ca. 8,5 m und Höhe ca. 0,4 m. Fast rund. Flach gewölbte Kuppe; Rand abgesetzt. Flache Mulden.                                                                                               | 28949085 | BW   |
| 52° 8′ 15″ N, 10° 11′ 45″ O | Hohenassel 70 | Durchmesser ca. 7 m und Höhe ca. 0,3 m. Rund, flach gewölbt. Randbereiche flach auslaufend. Kuppe abgeflacht.                                                                                           | 28949086 | BW   |
| 52° 8′ 14″ N, 10° 11′ 46″ O | Hohenassel 72 | Durchmesser ca. 6,5 m und Höhe ca. 0,4 m. Rund. Hoch gewölbt; abgeflachte Kuppe mit leichter Eintiefung. Abgesetzter Rand.                                                                              | 28949088 | BW   |
| 52° 8′ 14″ N, 10° 11′ 46″ O | Hohenassel 73 | Durchmesser ca. 5,5 m und Höhe ca. 0,2 m. Ursprünglich wohl rund. Sehr flach gewölbt. Verwaschener Rand. Oberfläche insgesamt gestört.                                                                  | 28949089 | BW   |
| 52° 8′ 14″ N, 10° 11′ 46″ O | Hohenassel 74 | Durchmesser ca. 7,5 m und Höhe ca. 0,4 m. Rund. Hochgewölbte Kuppe. Rand im N und S abgesetzt, sonst auslaufend.                                                                                        | 28949090 | BW   |
| 52° 8′ 13″ N, 10° 11′ 47″ O | Hohenassel 75 | Durchmesser ca. 5,5 m und Höhe ca. 0,3 m. Rund. Flach gewölbte Kuppe. Randbereiche flach auslaufend. Südwestrand in Waldweg übergehend.                                                                 | 28949091 | BW   |
| 52° 8′ 13″ N, 10° 11′ 46″ O | Hohenassel 76 | Durchmesser ca. 7,5 m und Höhe ca. 0,4 m. Rund. Hoch gewölbte Kuppe. Abgesetzter Rand. | 28949092 | BW   |
| 52° 8′ 13″ N, 10° 11′ 46″ O | Hohenassel 78 | Durchmesser ca. 6,5 m und Höhe ca. 0,5 m. Rund. Flach gewölbt. Auslaufende Randbereiche. Ostrand in Waldweg übergehend.                                                                                 | 28949094 | BW   |
| 52° 8′ 13″ N, 10° 11′ 46″ O | Hohenassel 79 | Durchmesser ca. 5,5 m und Höhe ca. 0,2 m. Rund. Flach gewölbt. Flach auslaufender Rand. | 28949095 | BW   |
| 52° 8′ 13″ N, 10° 11′ 46″ O | Hohenassel 81 | Durchmesser ca. 7 m und Höhe ca. 0,4 m. Rund, deutlich gewölbt. Ränder deutlich abgesetzt. Am nordöstl. Hügelfuß Mulde. Gut erhalten, zeichnet sich klar vom umliegenden Gelände ab.                    | 28949097 | BW   |
| 52° 8′ 12″ N, 10° 11′ 46″ O | Hohenassel 82 | Durchmesser ca. 5,5 m und Höhe ca. 0,3 m. Fast rund. Abgeflachte Kuppe. Flach auslaufender Hügelfuß. Frei von Störung.                                                                                  | 28949098 | BW   |
| 52° 8′ 12″ N, 10° 11′ 47″ O | Hohenassel 83 | Durchmesser ca. 7 m und Höhe ca. 0,4 m. Fast rund, deutlich gewölbt. Abgeflachte Kuppe. Deutlich abgesetzter Rand. Östl. Bereich durch Aushubmaterial des Waldweges aufgeschüttet.                      | 28949099 | BW   |
| 52° 8′ 12″ N, 10° 11′ 47″ O | Hohenassel 84 | Durchmesser ca. 5 m und Höhe ca. 0,4 m. Fast rund, deutlich gewölbt. Rand deutlich abgesetzt. Störung am nördl. Hügelfuß mit starkem Absatz.                                                            | 28949194 | BW   |
| 52° 8′ 12″ N, 10° 11′ 46″ O | Hohenassel 85 | Durchmesser ca. 6 m und Höhe ca. 0,3 m. Fast rund, flach gewölbt. Randbereiche flach auslaufend. | 28949195 | BW   |
| 52° 8′ 12″ N, 10° 11′ 46″ O | Hohenassel 86 | Durchmesser ca. 6,5 m und Höhe ca. 0,4 m. Fast rund, flach gewölbt. Hügelfuß flach abgesetzt. In der Mitte der Kuppe Mulde. Im nordwestl. Randbereich Grabungsfurche.                                   | 28949196 | BW   |
| 52° 8′ 11″ N, 10° 11′ 45″ O | Hohenassel 87 | Durchmesser ca. 4,5 m und Höhe ca. 0,3 m. Fast rund, flach gewölbt. Randbereiche flach auslaufend. Hügelfuß im südl. Bereich durch Waldpfad angeschnitten.                                              | 28949197 | BW   |

## Nordassel
| Lage                        | Bezeichnung             | Beschreibung | ID       | Bild |
| --------------------------- | ----------------------- | --- | -------- | ---- |
| 52° 8′ 31″ N, 10° 12′ 20″ O | Nordassel 5, Grenzstein | Sandstein; oberes Ende abgerundet. H. über Erdoberfläche 62 cm; Br. 45 cm; St. 22 cm. Sehr gut erhalten. - Beschriftung der nach O gewandten Breitseite: H.B. (=Herzogtum Braunschweig) - Beschriftung der nach W gewandten Breitseite: K.H. (=Königreich Hannover) - Beschriftung der südl. Schmalseite: No 28. | 28949220 | BW   |